# Ананченко Федір Гурійович
Федір Гурійович Ананченко (нар. 1891, село Розсуха Чернігівської губернії, тепер зняте з обліку село Погарського району Брянської області, Російська Федерація — 11 грудня 1956, місто Київ) — український радянський діяч, міський голова Сталіно (1931—1933), міністр соціального забезпечення УРСР. Депутат Верховної Ради УРСР 2—4-го скликань. Кандидат у члени ЦК КП(б)У в 1949 — грудні 1956 року.

## Біографія
Народився в бідній селянській родині. 
У 1904 році закінчив церковнопарафіяльну школу. З тринадцятирічного віку наймався робітником на різні роботи. 
У 1906 році, після смерті матері, разом з батьком прибув на Донбас. Спочатку працював вибирачем породи на вугільному складі в Юзівці, з 1907 року — на залізниці, з 1910 року — вуглекопом на копальнях. Був учнем слюсаря та слюсарем паровозного депо на станції Розівка.
З 1912 року брав участь в профспілковому русі, а в 1916 році вступив в партію соціалістів-революціонерів (ПСР, есерів). Після Лютневої революції 1917 року був обраний депутатом місцевої ради. Організовував сільські ради в районі, в червні 1917 року був виключений з ПСР і почав активно співпрацювати з більшовиками.
З 1917 року — у Червоній гвардії, а з 1918 — у Червоній армії, учасник громадянської війни в Росії. Організатор продовольчих загонів.
Член ВКП(б) з 1920 року.
З 1920 року — інструктор міського партійного комітету в Юзівці. У 1920—1927 роках — на керівних посадах в системі кооперації. З 1922 року — завідувач Луганської районної товарної бази, з 1924 року — завідувач Луганської районної споживчої кооперації, потім голова правління Луганської районної спілки споживчих товариств. Закінчив короткострокові курси інструкторів Вукоспілки.
У 1928 — вересні 1930 року — голова виконавчого комітету Луганської окружної ради депутатів трудящих УСРР.
У 1931—1933 роках — голова виконавчого комітету Сталінської міської ради депутатів трудящих. Потім обирався головою виконавчого комітету Макіївської міської ради депутатів трудящих Донецької області.
У 1936—1937 роках — студент Української промислової академії у Харкові.
До грудня 1939 року працював інженером «Донпівденгазу» (газової промисловості) Сталінської області.
У 1939—1941 роках — заступник голови виконавчого комітету Сталінської обласної ради депутатів трудящих.
У 1943 року — уповноважений ЦК ВКП(б) і РНК СРСР в Куйбишевській області РРФСР.
Учасник німецько-радянської війни. З квітня 1943 року — у Радянській армії: уповноважений оперативних груп з організації ремонту автомашин і використанню трофейних механізованих засобів та з організації ремонту танків Військової ради Воронезького фронту.
У 1943 (затверджений у вересні 1944) — 1946 року — заступник голови виконавчого комітету Сталінської обласної ради депутатів трудящих.
25 жовтня 1946 — 11 грудня 1956 року — міністр соціального забезпечення Української РСР.
Похований на Байковому кладовищі у Києві.

## Звання
- старший політрук

## Нагороди
- орден Леніна
- орден Вітчизняної війни ІІ-го ст. (26.08.1943)
- медаль «За перемогу над Німеччиною у Великій Вітчизняній війні 1941—1945 рр.»
- медаль «За доблесну працю у Великій Вітчизняній війні 1941—1945 рр.»